# She's Not Just a Pretty Face
Singles de Shania Twain
Forever and for Always
(2003) It Only Hurts When I'm Breathing
(2004)
She's Not Just a Pretty Face est le quatrième single de l'album Up! de la chanteuse canadienne Shania Twain. La chanson a été écrite par Robert John "Mutt" Lange et Shania Twain. Elle avait annoncé que Nah! serait le prochain single, après Forever and for Always, mais She's Not Just a Pretty Face a été publié à la place. Il est devenu quinzième au Billboard Country. La chanson devait être l'origine publiée au Royaume-Uni comme un single pop, mais ce plan a été annulé.  She's Not Just a Pretty Face a fait ses débuts en Amérique du Nord le 6 octobre 2003. Malgré le fait d'avoir atteint le TOP10, She's Not Just a Pretty Facen'a pas été inclus en 2004 dans le CD Greatest Hits. La chanson a également été nommé pour  en 2005 Grammy Awards comm Meilleure chanteuse de Country (Best Female Country Vocal Performance). La chanson a également été diffusé dans certaines émissions télévisées très cotées, comme le The Oprah Winfrey Show de 2003, les Country Music Awards, et les Billboard Music Awards.